# Русанов, Николай Яковлевич
Николай Яковлевич Русанов — советский хозяйственный, государственный и политический деятель, Герой Социалистического Труда.

## Биография
Родился в 1922 году в селе Фунтики Барнаульского уезда. Член КПСС.
С 1938 года — на хозяйственной, общественной и политической работе. В 1938—1979 гг. — чабан, механизатор в местном колхозе «Знамя труда» Топчихинского района Алтайского края, тракторист-комбайнёр колхоза «Искра» Топчихинского района Алтайского края. 
Указом Президиума Верховного Совета СССР от 23 июня 1966 года за успехи, достигнутые в увеличении производства и заготовок пшеницы, ржи, гречихи, риса, других зерновых и кормовых культур и высокопроизводительном использовании техники присвоено звание Героя Социалистического Труда с вручением ордена Ленина и золотой медали «Серп и Молот».
Умер в родном селе Фунтики в 1979 году.